# Буйницкий, Арсений
Арсений Буйницкий (лит. Arsenij Bujnickij; 10 октября 1985, Вильнюс) — литовский футболист и игрок в мини-футбол, нападающий.

## Биография
Воспитанник футбольной школы «Панерис» (Вильнюс). В 2004—2006 годах играл в высшей лиге Литвы за «Вильнюс», затем выступал в первой лиге за «Гележинис Вилкас» (Вильнюс) и за аутсайдера высшей лиги «Интерас» (Висагинас). По окончании сезона 2007 года решил завершить профессиональную карьеру и некоторое время играл за любительские команды в чемпионате Вильнюса, также в этот период занялся мини-футболом.
В 2010 году по примеру друга решил поехать на просмотр в клуб первой лиги «Летава» (Ионава), где ему предложили профессиональный контракт. За сезон забил 28 голов в 26 матчах (его клуб при этом занял лишь пятое место) и был замечен клубами высшей лиги. В 2011 году подписал контракт с «Дайнавой» (Алитус) и в том же сезоне стал с 17 голами вторым бомбардиром чемпионата. В ходе сезона 2012 года перешёл из «Дайнавы» в «Экранас» (Паневежис), за оба клуба забил 17 голов и стал третьим бомбардиром высшей лиги, также с «Экранасом» стал чемпионом страны. В 2013 году продолжал играть за клуб из Паневежиса, завоевал бронзовые медали и стал пятым бомбардиром чемпионата (13 голов). Участвовал в еврокубках (6 матчей), автор гола с пенальти в ворота исландского «Хабнарфьордюра» в Лиге чемпионов в 2013 году.
Весной 2014 года играл в чемпионате Эстонии за таллинскую «Левадию». Затем уехал в Исландию, где выступал сначала в клубе второго дивизиона «Акюрейри», а затем в высшем дивизионе за «Акранес».
После возвращения в Литву провёл один нерезультативный сезон в высшей лиге за «Утенис» (Утена), затем играл в низших лигах за вильнюсские «Витис» и «Панерис».
Осенью 2011 года вызывался в национальную сборную Литвы на матч с Чехией, но остался запасным.
Помимо большого футбола много лет играл в мини-футбол. С начала 2010-х до начала 2020-х годов выступал за сборную Литвы по мини-футболу. Участник финального турнира чемпионата мира 2021 года, проходившего в Литве, сыграл на турнире 2 матча.

## Достижения
- Чемпион Литвы: 2012
- Бронзовый призёр чемпионата Литвы: 2013